# Euproctis pygmaea
Euproctis pygmaea är en fjärilsart som beskrevs av Moore 1879. Euproctis pygmaea ingår i släktet Euproctis och familjen tofsspinnare. Inga underarter finns listade i Catalogue of Life.